# Schoneberg
Schoneberg – dzielnica (Ortsteil) wiejskiej gminy Lippetal w powiecie Soest, w kraju związkowym Nadrenia Północna-Westfalia, w rejencji Arnsberg.

## Demografia
Według danych z marca 2023 roku w Schoneberg mieszkało 522 mieszkańców. Według danych z marca 2025 roku liczba mieszkańców Schoneberg wzrosła do 523. 271 mieszkańców to mężczyźni, a 252 to kobiety.

## Geografia

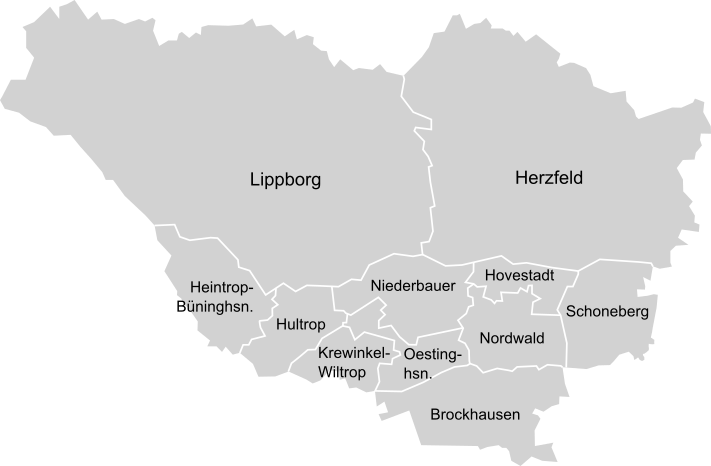
Dzielnice Lippetal

Schoneberg położona jest we wschodniej części Lippetal i graniczy z trzema innymi dzielnicami: Herzfeld, Hovestadt i Nordwald.

## Historia

### Reorganizacja gmin
W ramach reorganizacji gmin 1 lipca 1969 roku Schoneberg wraz z 11 innymi miejscowościami stało się częścią nowej gminy Lippetal.